# Хавки (село)
Хавки — село  в Венёвском районе Тульской области России.
В рамках административно-территориального устройства относится к Рассветовскому сельскому округу Венёвского района, в рамках организации местного самоуправления входит в Центральное сельское поселение.

## География
Расположено по правую сторону автодороги Тула — Венёв Р-132, в 46 км от областного центра (по автодороге), в 4 км — от районного. Название дано по географическому признаку — от речки Хавки (ныне пересохшая), на левом берегу которой находится село.

## История
Первое письменное упоминание «сельца Хавково» относится к 1552 году в «Жалованной несудимой грамоте царя Ивана (IV) Васильевича Тульскому Николы Чудотворца Венева монастырю, февраля 7074 (1566) года». В тексте грамоты сказано, что сельцо Хавки по писцовым книгам «писца мещанина Морозова с товарищами лета 7060» (1552) года уже существовало: «… селцо Хавково, деревня Отскоки, на болших селищах, а изстари то селцо и деревня были Николского ж манастыря …». По сведениям П. И. Малицкого в «Приходах и церквях Тульской епархии» село упоминается в писцовой книге за 1571—1572 годы. До секуляризационной реформы 1764 года являлось вотчиной Никольского Венева монастыря. Село Хавки упомянуто также в писцовой книге Тулы и Тульского уезда за 1587—1589 годы «письма и меры Ивана Жеребцова с товарищами», где сказано: «В Веркошевском стане вотчина Николы Чудотворца Веневского монастыря с. Хавково, верх речки Хавки, а в ней церковь страстотерпца Христова Георгия, да церковь Христовой мученицы Пятницы на церковной земле», с общим числом дворов (крестьянских и церковнослужителей) — 82.
Деревянные Георгиевская и Пятницкая церкви не сохранились и судьба их не известна. Каменная, во имя Рождества Пресвятой Богородицы (ныне действующая) с колокольней, была построена в 1751 году на средства московского купца, уроженца Хавок, Кузьмы Матвеева. Храм представляет собой двусветный четверик, завершённый пятиглавием, с трёхапсидным алтарём, трапезной, в которой находится Георгиевский придел, и восьмигранным звоновым ярусом над западной частью трапезной. В состав церковного прихода входили само село и деревня Сливки (Щепиловка). В 1930-е церковь закрыли; в 1990-е передана РПЦ
В 1859 году в селе насчитывалось 140 крестьянских дворов; в 1915 — 439 двора. Имелись мужская земская школа и женская церковно-приходская.
Среди уроженцев села — Валентина Викторовна Хрисанова, бригадир комсомольско-молодёжной бригады цеха радиоламп Московского электролампового завода, лауреат Сталинской премии (1949); Евгений Владимирович Туренко, поэт, член Союза писателей России.

## Население
| 1857 | 1859 | 1915* | 1918 | 2010 |
| ---- | ---- | ----- | ---- | ---- |
| 1437 | 1521 | 3069  | 1400 | ↘89  |

*) скорее всего численность в клировых ведомостях дана с ошибкой